# La Mothe-Achard
La Mothe-Achard és un municipi francès situat al departament de Vendée i a la regió de País del Loira. L'any 2007 tenia 2.381 habitants.

## Demografia

### Població
El 2007 la població de fet de La Mothe-Achard era de 2.381 persones. Hi havia 957 famílies de les quals 252 eren unipersonals (120 homes vivint sols i 132 dones vivint soles), 365 parelles sense fills, 287 parelles amb fills i 53 famílies monoparentals amb fills.
La població ha evolucionat segons el següent gràfic:
Habitants censats

### Habitatges
El 2007 hi havia 1.133 habitatges, 965 eren l'habitatge principal de la família, 103 eren segones residències i 64 estaven desocupats. 1.000 eren cases i 76 eren apartaments. Dels 965 habitatges principals, 615 estaven ocupats pels seus propietaris, 338 estaven llogats i ocupats pels llogaters i 12 estaven cedits a títol gratuït; 12 tenien una cambra, 41 en tenien dues, 185 en tenien tres, 319 en tenien quatre i 407 en tenien cinc o més. 755 habitatges disposaven pel capbaix d'una plaça de pàrquing. A 445 habitatges hi havia un automòbil i a 415 n'hi havia dos o més.

### Piràmide de població
La piràmide de població per edats i sexe el 2009 era:
| Homes | Edats   | Dones |
| ----- | ------- | ----- |
| 4     | 95 o +  | 4     |
| 0     | 90 a 94 | 36    |
| 20    | 85 a 89 | 36    |
| 24    | 80 a 84 | 40    |
| 76    | 75 a 79 | 56    |
| 48    | 70 a 74 | 68    |
| 32    | 65 a 69 | 88    |
| 36    | 60 a 64 | 48    |
| 44    | 55 a 59 | 48    |
| 64    | 50 a 54 | 72    |
| 56    | 45 a 49 | 72    |
| 72    | 40 a 44 | 28    |
| 68    | 35 a 39 | 84    |
| 64    | 30 a 34 | 60    |
| 72    | 25 a 29 | 64    |
| 32    | 20 a 24 | 64    |
| 60    | 15 a 19 | 56    |
| 68    | 10 a 14 | 56    |
| 60    | 5 a 9   | 64    |
| 40    | 0 a 4   | 64    |

## Economia
El 2007 la població en edat de treballar era de 1.464 persones, 1.085 eren actives i 379 eren inactives. De les 1.085 persones actives 969 estaven ocupades (524 homes i 445 dones) i 115 estaven aturades (44 homes i 71 dones). De les 379 persones inactives 144 estaven jubilades, 116 estaven estudiant i 119 estaven classificades com a «altres inactius».

### Ingressos
El 2009 a La Mothe-Achard hi havia 1.018 unitats fiscals que integraven 2.427,5 persones, la mediana anual d'ingressos fiscals per persona era de 16.705 €.

### Activitats econòmiques
Dels 195 establiments que hi havia el 2007, 4 eren d'empreses alimentàries, 1 d'una empresa de fabricació de material elèctric, 1 d'una empresa de fabricació d'elements pel transport, 21 d'empreses de fabricació d'altres productes industrials, 25 d'empreses de construcció, 39 d'empreses de comerç i reparació d'automòbils, 7 d'empreses de transport, 10 d'empreses d'hostatgeria i restauració, 4 d'empreses d'informació i comunicació, 13 d'empreses financeres, 11 d'empreses immobiliàries, 20 d'empreses de serveis, 24 d'entitats de l'administració pública i 15 d'empreses classificades com a «altres activitats de serveis».
Dels 58 establiments de servei als particulars que hi havia el 2009, 1 era una oficina d'administració d'Hisenda pública, 1 gendarmeria, 1 oficina de correu, 4 oficines bancàries, 2 funeràries, 5 tallers de reparació d'automòbils i de material agrícola, 2 tallers d'inspecció tècnica de vehicles, 2 autoescoles, 3 paletes, 5 guixaires pintors, 6 fusteries, 5 lampisteries, 2 electricistes, 4 perruqueries, 3 veterinaris, 1 agència de treball temporal, 4 restaurants, 4 agències immobiliàries, 1 tintoreria i 2 salons de bellesa.
Dels 15 establiments comercials que hi havia el 2009, 2 eren supermercats, 1 una gran superfície de material de bricolatge, 1 una botiga de més de 120 m², 1 una botiga de menys de 120 m², 2 fleques, 2 carnisseries, 1 una peixateria, 1 una botiga de mobles, 1 una botiga de material esportiu, 1 una joieria i 2 floristeries.
L'any 2000 a La Mothe-Achard hi havia 11 explotacions agrícoles.

## Equipaments sanitaris i escolars
El 2009 hi havia 1 centre de salut, 1 farmàcia i 2 ambulàncies.
El 2009 hi havia 2 escoles elementals. La Mothe-Achard disposava d'un col·legi d'educació secundària amb 429 alumnes.

## Poblacions més properes
El següent diagrama mostra les poblacions més properes.